# Říjen 2022
Toto je archivovaný článek z portálu Aktuality.
1. října – sobota

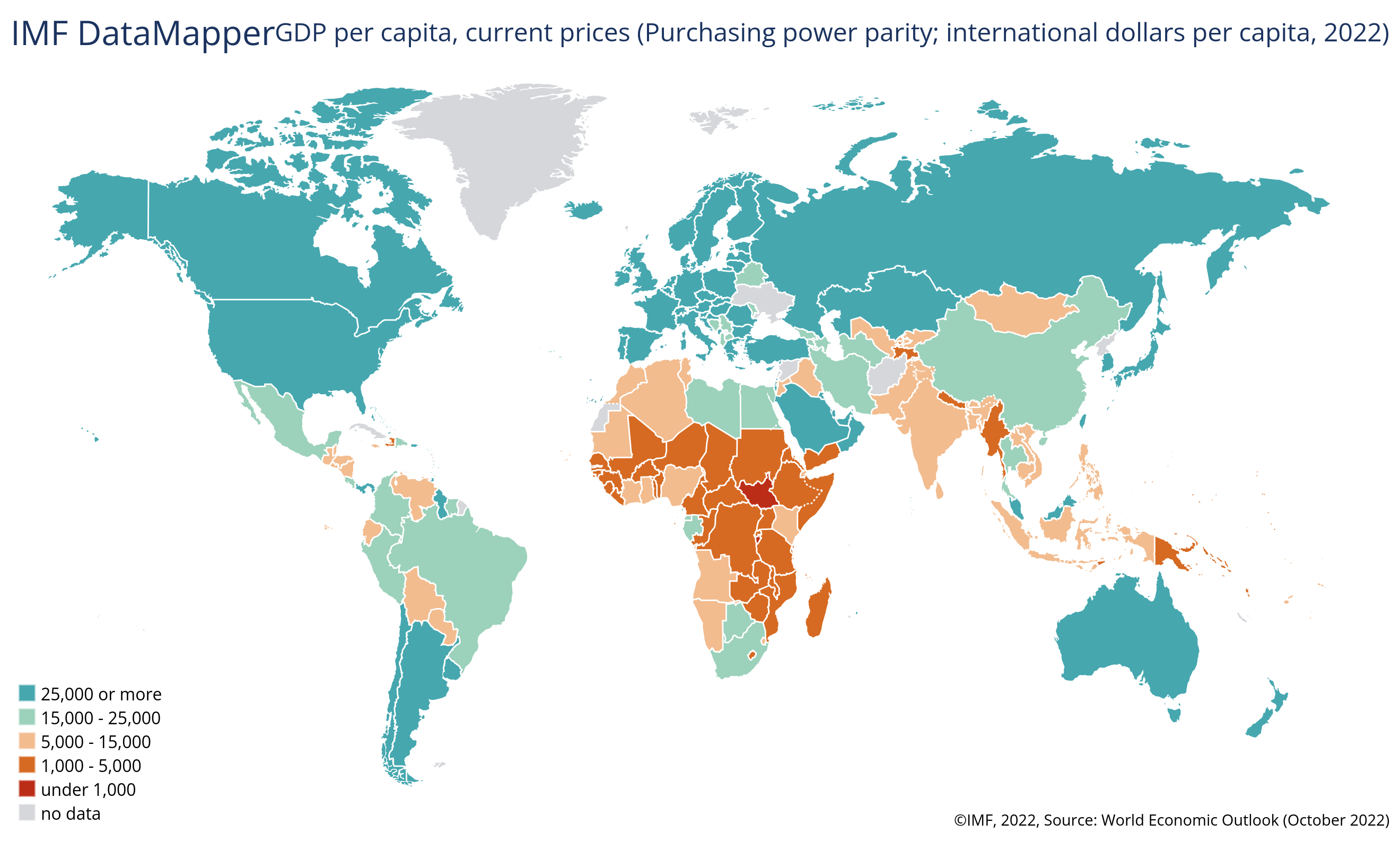
Mapa HDP na obyvatele podle zemí v říjnu 2022.

 Z Vandenbergovy základny odstartovala k prvnímu letu raketa Firefly α společnosti Firefly Aerospace. 
3. října – pondělí
 Anna Hubáčková rezignovala na funkci ministryně životního prostředí ve vládě Petra Fialy. 
 Nobelovu cenu za fyziologii a lékařství získal švédský biolog Svante Pääbo za objevy v evoluční genetice. 
4. října – úterý
 Nobelovu cenu za fyziku získali Francouz Alain Aspect, Američan John Clauser a Rakušan Anton Zeilinger za experimenty s provázanými fotony v oblasti kvantové mechaniky. 
 Evropský parlament schválil zavedení jednotného konektoru USB-C pro chytré telefony, tablety a další elektronická zařízení. 
5. října – středa
 Nobelovu cenu za chemii získali Američané Carolyn Bertozziová a Barry Sharpless a také Dán Morten Meldal za revoluční způsob spojování molekul. 
 Do Prahy přicestoval na oficiální návštěvu katarský emír Tamím bin Hamad Ál Thání. 
6. října – čtvrtek
 Nobelovu cenu za literaturu získala francouzská spisovatelka Annie Ernauxová. 
 V Praze proběhl první summit Evropského politického společenství. 
 Krajský soud v Českých Budějovicích zjistil úpadek společnosti Jindřichohradecké místní dráhy. 
7. října – pátek
 Nobelovu cenu za mír získali běloruský bojovník za lidská práva Ales Bjaljacki, ruská lidskoprávní organizace Memorial a ukrajinská lidskoprávní organizace Centrum občanských svobod. 
8. října – sobota
 V Národním divadle byly uděleny divadelní Ceny Thálie za rok 2022. 
 Výbuch zapálil vlak s pohonnými hmotami a zničil část Krymského mostu přes Kerčský průliv. 
10. října – pondělí
 Američtí ekonomové Ben Bernanke, Douglas Diamond a Philip H. Dybvig získali Nobelovu pamětní cenu za ekonomii 
12. října – středa
 Mladík před LGBT+ klubem v Bratislavě zastřelil dvě osoby a třetí zranil, prezidentka Čaputová čin odsoudila jako útok z nenávisti. 
13. října – čtvrtek
 Ruský investigativní portál Važnyje istorii s odvoláním na zdroj z FSB uvedl, že ruská armáda mohla během invaze na Ukrajinu přijít o víc než 90 000 vojáků. 
15. října – sobota
 Indické námořnictvo provedlo úspěšný test balistické rakety odpalované z ponorek třídy Arihant. Indie se stala šestou zemí s kompletní jadernou triádou. 
 Při masové střelbě v armádním výcvikovém středisku v Bělgorodské oblasti v Rusku zemřelo jedenáct lidí a patnáct bylo zraněno. 
16. října – neděle
 Prezident Si Ťin-pching zahájil 20. sjezd Komunistické strany Číny. 
18. října – úterý
 Londýnská Královská opera oznámila jmenování Jakuba Hrůši jako historicky druhého českého dirigenta po Rafaelu Kubelíkovi svým hudebním ředitelem. 
20. října – čtvrtek
 Na Žižkově v Praze bylo po rekonstrukci slavnostně znovuotevřeno Armádní muzeum Žižkov. 
 Po 44 dnech rezignovala na svou funkci britská premiérka Liz Trussová, její funkční období bude nejkratší v britské historii. 
22. října – sobota
 Giorgia Meloniová ze strany Bratři Itálie složila přísahu a stala se první italskou premiérkou. 
23. října – neděle
 Čínský prezident Si Ťin-pching byl potřetí zvolen do funkce generálního tajemníka Komunistické strany Číny. 
24. října – pondělí
 Rishi Sunak byl zvolen vůdcem Konzervativní strany, což z něj učinilo budoucího nového premiéra Spojeného království. 
25. října – úterý
 Nový vůdce Konzervativní strany Rishi Sunak byl britským králem Karlem III. jmenován premiérem vlády Spojeného království. 
 V Česku proběhlo pozorovatelné částečné zatmění Slunce. 
28. října – pátek
 Prezident Miloš Zeman vyznamenal u příležitosti 104. výročí vzniku Československa celkem 78 osobností včetně členů protinacistického odboje Tři králové, Volodymyra Zelenského nebo studenty, popravené 17. listopadu 1939. 
 Elon Musk dokončil akvizici společnosti Twitter. 
29. října – sobota
 Nejméně 150 mrtvých a desítky zraněných lidí si vyžádala tlačenice během oslavy svátku Halloween v Jihokorejské metropoli Soul. 
30. října – neděle
 Nejméně 130 mrtvých si vyžádal pádu mostu v indickém státě Gudžarát. 
31. října – pondělí
 Novým brazilským prezidentem byl zvolen Lula da Silva, který porazil stávajícího prezidenta Jaira Bolsonara. 